# Oubangui-Chari
Pour les articles homonymes, voir Ubangi.
1903–1958
Entités précédentes :
- Haut-Oubangui
- Haut-Chari

Entités suivantes :
- République centrafricaine

L’Oubangui-Chari est un ancien territoire colonial français de l'Afrique centrale entre 1903 et 1958, situé dans l'actuelle République centrafricaine.
En 1906, le territoire est réuni à celui du Tchad dans la colonie de l’Oubangui-Chari-Tchad jusqu'en 1920, qui constitue une circonscription du Congo français de 1906 à 1910 puis de l'Afrique-Équatoriale française (AEF).
Colonie, puis territoire d'outre-mer de la République française en 1947, il devient en 1958 un État membre de la Communauté française sous le nom actuel de la République centrafricaine (RCA), avant d'accéder à l’indépendance le 13 août 1960.

## Histoire

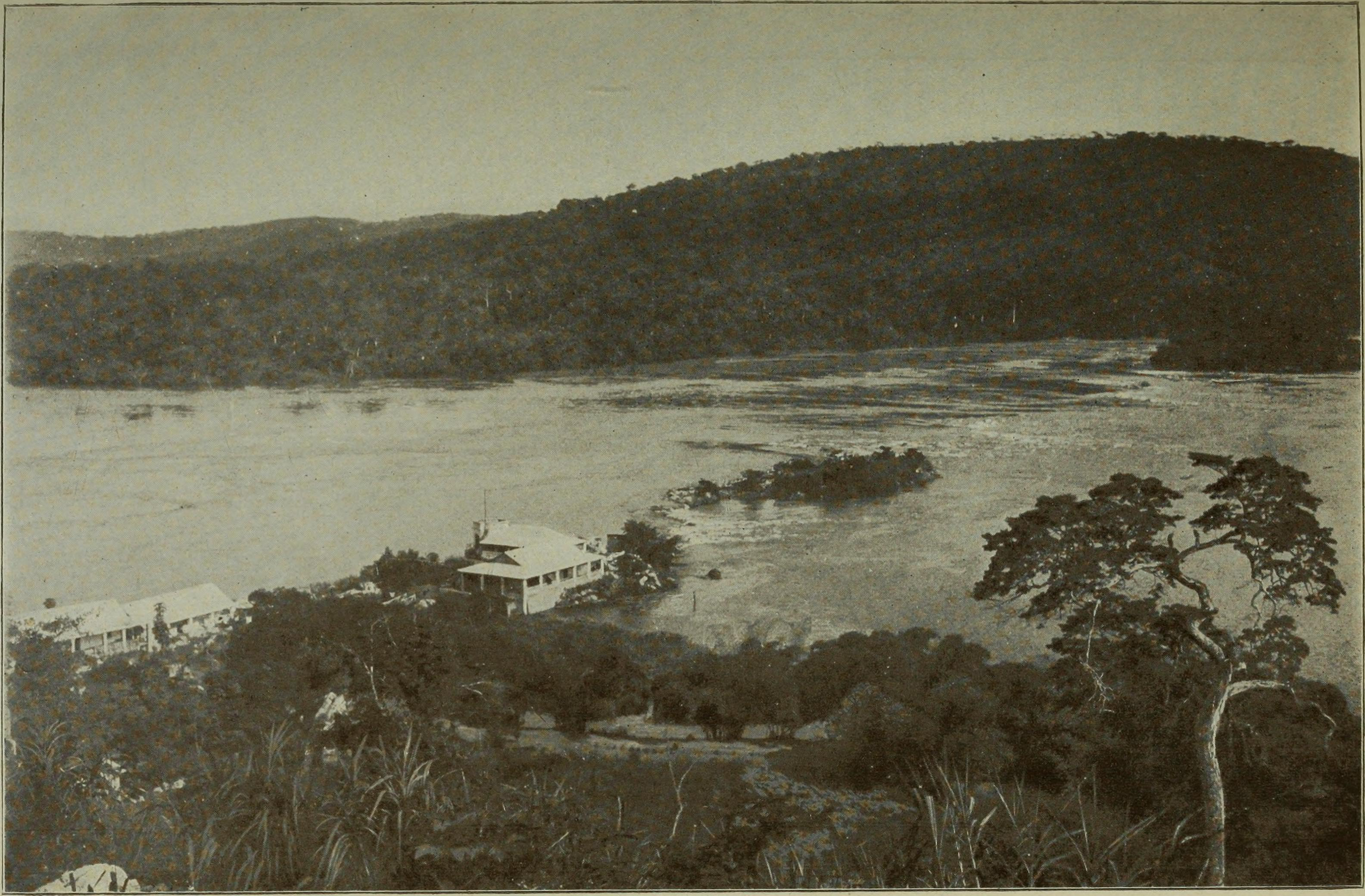
Les rapides de Bangui, en 1913.

### Histoire précoloniale
L'histoire de l'Oubangui-Chari est marquée par les grandes tendances qui ont pesé sur la démographie de l'Afrique.

#### Les premiers empires et royaumes
À partir du XVe siècle, de nombreux petits États esclavagistes dits « du Nil », tels que Kordofan, Khartoum (Soudan) et Zanzibar, commencent à proliférer sur les ruines de l'empire du Mali et du royaume du Kanem Bornou – qui comptent parmi les plus importantes puissances du Moyen Âge en Afrique. Ces petits États convergent en pays centrafricain dans une course à la recherche des esclaves et de l’ivoire.
Au XVIe siècle apparaissent les premiers royaumes reliés par les fleuves Congo, Oubangui et Sangha : le royaume de Gaoga, qui s'étale du Soudan central jusqu’au territoire centrafricain, et le royaume d’Anzico, qui s'étend du Congo jusqu'aux limites du royaume de Gaoga au nord. Tous deux disparaissent pour des raisons inconnues, les historiens considérant la traite négrière comme l'hypothèse la plus probable,.
Par la suite naissent les royaumes du bassin du Tchad : Kanem et Bornou fusionnent pour former le royaume du Kanem-Bornou. Les royaumes du Ouaddaï et du Baguirmi s’étendent depuis le lac Tchad jusqu’au Nord de la Centrafrique. Les populations de ces royaumes, d’origine nubienne, fournissent les victimes de la traite négrière orientale et du commerce transsaharien grâce à leur interaction au nord du territoire centrafricain. Cela débouche sur une forme de colonisation, avec la naissance des sultanats de Senoussi au nord-est, de Bangassou, de Rafaï et de Zémio au Sud-Est.

#### Le rôle de la traite atlantique
Le contact avec le monde arabo-musulman qui introduisent les armes à feu et le commerce formel, a vidé assez vite toutes les régions du Nord-Est et du Sud-Est de leurs populations et entraîné la prolifération des espèces sauvages, tout en modifiant les pratiques traditionnelles de chasse. L’impact de la traite frappe cependant la région plus tardivement que beaucoup d’autres du continent, à partir de 1750.[réf. souhaitée]
Les travaux de l'historien et administrateur colonial Pierre Kalck, outre une thèse obtenue en 1970 sur l'Oubangui-Chari et la République centrafricaine, ont très tôt établi que la traite atlantique atteignait aussi le territoire centrafricain. Le commerce négrier en Afrique centrale s’est déroulé sur tout l’espace géographique actuel de la Communauté économique des états de l’Afrique centrale (CEEAC), les routes des esclaves de l’Afrique centrale étaient donc liées à celle de l’Afrique de l’Est et australe, les esclaves vendus aux Antilles ne provenaient pas uniquement des régions littorales,.
Les Bobangui ont participé à la traite atlantique au XVIIIe siècle en transportant les captifs sur leurs pirogues. Ils donnent leur nom à un village du Sud-Ouest de la République centrafricaine, où naissent au XXe siècle les grandes personnalités politiques centrafricaines Barthélémy Boganda et Jean-Bedel Bokassa.
Au début du XIXe siècle, une population d'Afrique centrale, les Ngbaka, est obligée de fuir la traite atlantique, quittant les rives de l'Oubangui pour revenir s'installer dans la forêt de leurs ancêtres dans la région de la Lobaye  qui leur permettent de se dissimuler. Mais ils y trouvent un autre peuple, les Bouaka Bondjo, installés entre les villes de Bangui et Mbaïki. Une partie de la population Ngbaka fusionne avec les Mandja, émigre vers l'est dans la région de Damara et devient les Ngbaka mandja, tandis que d'autres se confondent, le long du fleuve, avec les Bobangui, et qu'un troisième groupe se fixe sur l'emplacement de la future ville de Bangui, qui compte 200 habitants en 1900 (sa croissance n'aura lieu qu'au XXe siècle).
Ils pratiquaient la culture sur brûlis, la chasse et la pêche, précédées d'un sacrifice aux ancêtres et s'abritent derrière des fortifications.
Les Bouaka Bondjo auront eux des relations très conflictuelles avec le colonisateur français qui va raser leurs villages. L'arrivée de la colonisation française assure une certaine sécurité aux commerçants islamisés. Après 1800, Ngoura, le leader des Kogobili, fonde la nation Zandé, à l'origine des chasseurs, devenue essentiellement guerrière puis agricultrice, et résiste aux razzias des arabes de la confrérie du Mahdisme. La nation Zandé, dont le nom « Azandé » signifie « le peuple qui possède beaucoup de terre », est une association de peuples fondée autour du clan des Kogabili, venus du Soudan nilotique, qui vont imposer leur langage et leurs cultures aux autres, en République démocratique du Congo, sur le Haut Congo, dans l'ouest du Soudan du Sud autour des rives de l'Uelé, ainsi qu'en République centrafricaine.
L’ivoire et les cornes des rhinocéros furent les principaux produits d’échange dès les débuts de la
traite atlantique le long des côtes d’Afrique centrale. Après les Portugais, les Allemands et les Hollandais en augmentent l’importation. Ndélé fut un important centre esclavagiste dépendant du sultan du Baguirmi. Un peu plus tard, plus au sud, les riverains de l’Oubangui deviennent piroguiers et intermédiaires pour les trafiquants d’esclaves alors qu’à l’est, entre Mbomou et Uélé, des petits États aristocratiques de langue Zandé (ou Nzakara au nord de l’Oubangui) combattent les trafiquants mais alimentent également pour leur propre compte les trafics d’esclaves à destination des occidentaux ou des pays arabes par le Bahr el Ghazal. Ce dernier trafic, spécialement important dans la seconde moitié du XIXe siècle est d’autant plus dévastateur que les trafiquants jallaba financés depuis Khartoum étaient équipés d’armes à feu.
Dotées d’un faible niveau d'immunité contre les grandes épidémies car autarciques les populations résistent mal à la variole et la rougeole. En parallèle, syphilis et gonococcies provoquent l’apparition fréquente de stérilité chez les individus infectés. Il résulte un dépeuplement massif du tiers voire de la moitié orientale du territoire centrafricain, auquel s’ajoutent des migrations intérieures de sauvegarde qui contribuent à semer un peu plus le chaos. La comparaison avec les études de Jean Noël Biraben, directeur de recherche à l'INED, Institut national d'études démographiques chargé de l'histoire des maladies a permis aux historiens de faire un parallèle avec la baisse de la population de l'Amérique latine, selon lui passée de 39 millions en 1500 à 10 millions en 1600 et 1700, en un seul siècle, suivie d'un autre siècle de stagnation. La chute démographique en Afrique a été étalée sur trois siècles, avec une accélération brutale dans le dernier tiers du XVIIIe siècle, par un processus plus lent et différent. Les recherches dans plusieurs régions (Tchad, Soudan nilotique, Gabon, Congo, République Centrafricaine…) ont indiqué qu'entre 1860 et 1930, l'Afrique noire a perdu le tiers ou plus de sa population, qui aurait été approximativement de 200 millions en 1860.

#### Les razzias des Arabes munis d'armes à feu
Les Arabes pillant les richesses et la possession des armes à feu « conférant une supériorité militaire » aux guerriers de la traite négrière orientale, parmi lesquels les aventuriers Ziber, Rabah, Tippo-tip, qui cherchent à créer leurs propres états, « le pays est saigné à blanc et ruiné » avant que n'arrivent les Européens du sud pour la colonisation, ce qui génère avec les Arabes « d’âpres rivalités ».
Les populations de la forêt, y compris les Pygmées, sont victimes des négriers, un peu moins que les autres, la forêt offrant un rempart et les mouches tsé-tsé écourtant le séjour des razzieurs. Les riverains des fleuves, qui vivent du poisson, doivent fuir dans les îles de l’Oubangui ou par le courtage pour le compte des négriers. L'esclavage, répondant jusque là à des cas précis (prisonniers, dettes) change d'échelle et acquiert un rôle dans l'économie .
Après de « grandes incursions esclavagistes organisées », sous forme de brefs allers-retours, les chefs de la traite négrière orientale passent à l'occupation d'une partie des terres en Centrafrique vers le milieu du XVIIe siècle. Des colporteurs arabisés parcourent le Centrafrique à la recherche du fer du pays sara, banda, yakoma, du cuivre du Dar Fertit, de l’ébène des galeries forestières, du café de l’est de Centrafrique et de l’ivoire, ensuite échangé entre le Tchad, le Nil et le Mbomou.
Dans les années 1860, la traite négrière orientale va reprendre de l’ampleur à partir de Zanzibar, Khartoum et le Tchad pour approvisionner le monde arabe en main d’œuvre agricole ou domestiques, ou en soldats. Pour s'approvisionner en ivoire, les Arabes se lancent à l’intérieur du continent et en profitent pour acheter les futurs esclaves de leurs plantations de clous de girofles. Les régions environnantes (lac Tanganyika, Lualaba), ne suffisant plus, les Arabes sont allés jusqu’en Afrique centrale dans les premières décennies du XIXe siècle. La confrérie religieuse du mahdisme émerge, très active dans les razzias dans l’est de la Centrafrique.
À l’ouest les Peulhs d'Ousman Dan Fodio imposent à une partie du Cameroun, par les armes, un islam intégriste et créent les « Lamidots » : « celui de Ngaoundéré mène d’intenses
activités religieuses et esclavagistes dans l’ouest du pays ». En Libye, Mohammed bin Ali Al-Sanoussi, né entre 1780 et 1790, fonde une confrérie qui porte son nom, la Senoussiya, dont l’influence s’étend en 1880 de l’Égypte à l’Algérie et dont la richesse est tirée de la traite.

### Histoire coloniale
La colonisation de l'Oubangui a commencé avec l'établissement de l'avant-poste Bangui en 1889, sur la rive droite française de l'Oubangui, face au poste belge de Zongo sur la rive gauche. Le territoire appelé Oubangui-Chari en 1904 est formé de la réunion de la région du Haut-Chari et des territoires du Haut-Oubangui.
Le territoire est contesté par le Sultan d’Égypte. Après la défaite des forces égyptiennes, la France établit une administration coloniale dans ce territoire en 1903. En 1898, la mission militaire du commandant Marchand tente d'incorporer l'actuel Soudan du Sud au territoire de l'Oubangui-Chari, mais la mission se heurte aux forces de l'armée britannique de Kitchener, à Fachoda, donnant lieu à la crise de Fachoda.
Le « Territoire de l’Oubangui-Chari » est créé par le décret du 29 décembre 1903, « portant organisation du Congo français et dépendances ». Des noms de deux importants cours d'eau du territoire : l'Oubangui, affluent du fleuve Congo et le Chari, tributaire principal du lac Tchad. Le « Territoire de l'Oubangui-Chari » est administré, par délégation du commissaire général au « Congo français et dépendances », par un administrateur civil portant le titre de « délégué permanent » et résident à Bangui.
Le décret du 11 février 1906, « portant réorganisation des possessions du Congo français et dépendances », unit le « Territoire de l'Oubangui-Chari » au « Territoire militaire du Tchad » et les érige en « Colonie de l’Oubangui-Chari-Tchad », dont le chef-lieu est Fort-de-Possel. Le 11 décembre 1906, un décret transfère le chef-lieu à Bangui.
En Centrafrique, les colonisateurs français ont après les étapes de la pacification du territoire imposé un régime de colonie d’exploitation confié à des compagnies concessionnaires qui introduisent le portage et l’exploitation caoutchoutière.
En 1910, il devient l’un des territoires de la fédération de l’Afrique-Équatoriale française (AEF), avec le Tchad, le Moyen-Congo et le Gabon, tout d’abord en tant que territoire unifié sous le nom « Oubangui-Chari-Tchad », puis en tant que colonie autonome en 1915.
L'hévéa de Centrafrique contribue à un krach mondial en 1921, qui est l'événement le plus important de l'histoire de la culture de l'hévéa. Le cotonnier est ensuite implanté à partir de 1918 en Oubangui par Auguste Lamblin, pour « porter secours aux villages » après les « ravages économiques et humains causés par la cueillette forcée du caoutchouc et la terrible corvée du portage ». À cette fin, Auguste Lamblin développe en seulement deux ans le réseau routier: en 1920, la colonie compte 4 000 km de routes. Au cours de la seule Première Guerre mondiale, la production mondiale avait doublé pour atteindre 221 000 tonnes en 1918, de nombreux hévéas plantés dans les années 1910 étant arrivés à maturité. En 1923, confronté au marasme, le colonisateur décidera, en Oubangui, de mettre fin aux activités de ces compagnies concessionnaires de l'hévéa pour se lancer dans la création des premières entreprises d’exploitation forestière et éco-touristisme.

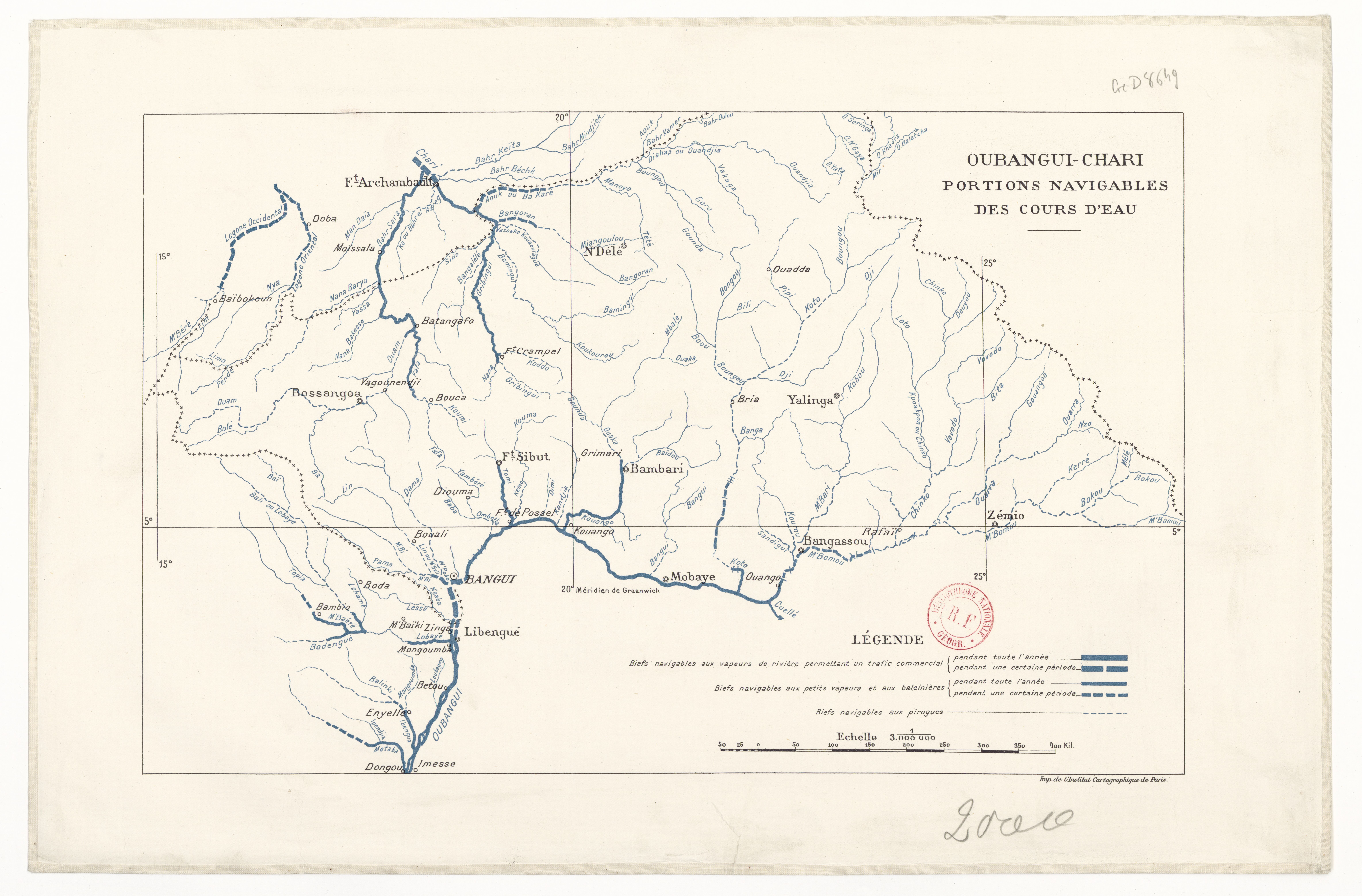
Carte des cours d'eau de l'Oubangui-Chari de 1931.

L'Afrique équatoriale française, en particulier la région d'Oubangui-Shari, avait un système de concessions similaire à celui de l'État indépendant du Congo et des atrocités similaires y ont également été commises. L'écrivain André Gide s'est rendu en Oubangui-Shari et les habitants lui ont raconté des atrocités telles que des mutilations, des démembrements, des exécutions, le brûlage d'enfants et des villageois attachés de force à de grandes poutres et obligés de marcher jusqu'à ce qu'ils tombent d'épuisement et de soif. Le livre "Voyages au Congo" de Gide, publié en 1927, décrit les horreurs des sociétés concessionnaires en Afrique équatoriale française. Le livre a eu un impact important sur le mouvement anticolonialiste en France. Le nombre de victimes sous le système de concession français en Oubangui-Shari et dans d'autres parties de l'Afrique équatoriale française reste inconnu, mais en pourcentage, il était aussi meurtrier que l'ÉIC,[réf. nécessaire] dont la population a chuté de moitié.

## Subdivisions
En 1924, la colonie est divisée en 11 circonscriptions et 24 subdivisions. Ce découpage n'a jamais été fixe et fait l'objet d'un nombre considérable de rectifications. À la suite de la réforme Renard, la région de l'Oubangui-Chari est divisée en 6 départements, la région du Tchad en 4 départements entre 1935 et 1937.
En 1935, la région de l'Oubangui-Chari compte 6 départements, dont deux s'étendent sur le sud-ouest de l'actuel Tchad.
| N° | Département         | Chef-lieu        | Subdivisions et Postes de Contrôle Administratif                                |
| -- | ------------------- | ---------------- | ------------------------------------------------------------------------------- |
| 1  | Haute-Sangha-M'poko | Bangui           | Berbérati, Boali, Boda, Carnot, Damara, Mbaïki, Ngotto                          |
| 2  | Oubangui-Ouaka      | Bambari          | Alindao, Dékoa, Fort-Sibut, Fort-Crampel, Les Mouroubas, Grimari, Mobaye, Ippy  |
| 3  | Mbomou              | Bangassou        | Birao, Bria, Ouadda, Yalinga, Bakouma, Foroumbala, Ouango, Rafaï, Zémio, Djemah |
| 4  | Ouham-Pendé         | Bozoum           | Baboua, Baïbokoum, Batangafo, Bocaranga, Bouar, Bouca, Paoua                    |
| 5  | Logone              | Moundou          | Bongor, Doba, Laï, Kélo, Léré, Flanga                                           |
| 6  | Chari-Bangoran      | Fort-Archambault | Koumra, Moïssala, Ndélé                                                         |

## Voir aussi

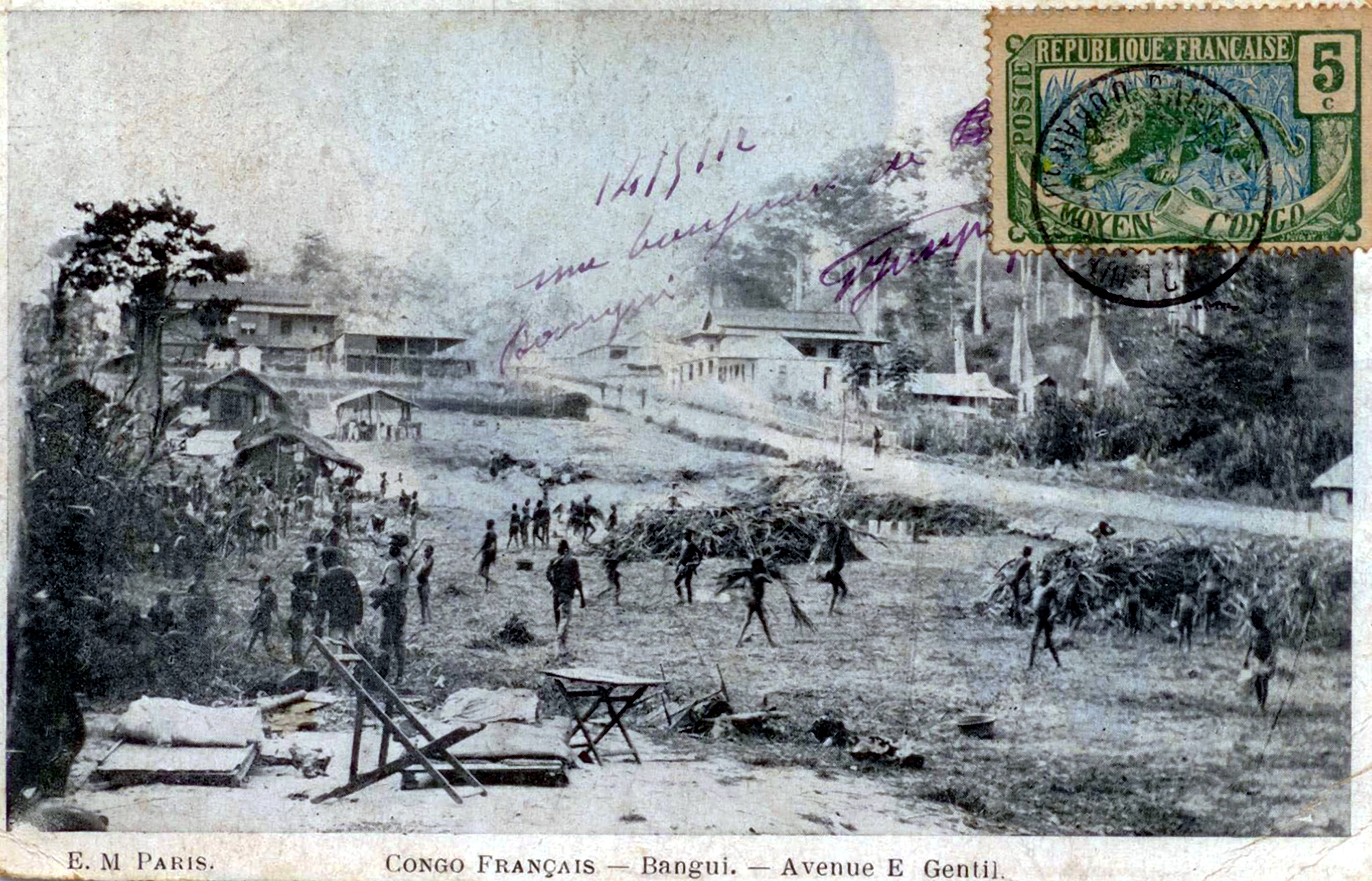
Vue de Bangui en 1912.

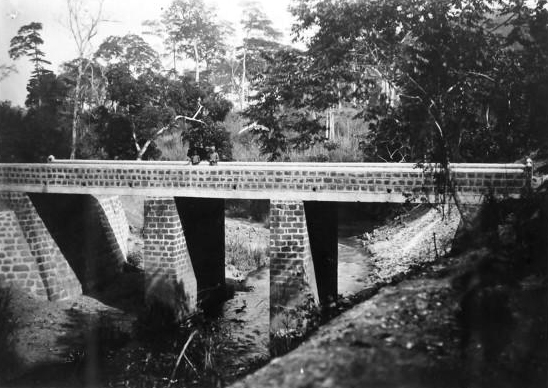
Route reliant Bangui à Batangafo (1924).